# Isaac Titsingh
Isaac Titsingh (10. ledna 1745, Amsterdam – 2. února 1812, Paříž) byl nizozemský chirurg, učenec, kupec a diplomat. Dlouhou dobu pobýval ve východní Asii jako vedoucí činitel Nizozemské Východoindické společnosti (Vereenigde Oostindische Compagnie, zkratkou VOC).
V letech 1779–1784 působil v Japonsku jako hlavní obchodní agent Východoindické společnosti (při tomto působení dokonce dvakrát v hlavním městě Edu navštívil šóguna), v letech 1785-1792 jako ředitel obchodního střediska Východoindické společnosti v bengálské Chinsuře jako ředitel tamního obchodního střediska Východoindické společnosti, v letech 1792–1793 v Jakartě (tehdy Batavii) zprvu jako pokladník a později jako námořní zmocněnec. V letech 1794–1795 byl nizozemským velvyslancem v Číně na dvoře císaře Čchien-lunga. V roce 1796 se odstěhoval zpět do Evropy, v roce 1812 zemřel v Paříži a byl pohřben na hřbitově Père Lachaise.

## Dílo
- Titsingh, Isaac. (1820). Mémoires et Anecdotes sur la Dynastie régnante des Djogouns, Souverains du Japon, avec la description des fêtes et cérémonies observées aux différentes époques de l'année à la Cour de ces Princes, et un appendice contenant des détails sur la poésie des Japonais, leur manière de diviser l'année, etc.; Ouvrage orné de Planches gravées et coloriées, tiré des Originaux Japonais par M. Titsingh; publié avec des Notes et Eclaircissemens Par M. Abel Rémusat. Paris: Nepveu.

- Titsingh, Isaac. (1822). Illustrations of Japan; consisting of Private Memoirs and Anecdotes of the reigning dynasty of The Djogouns, or Sovereigns of Japan; a description of the Feasts and Ceremonies observed throughout the year at their Court; and of the Ceremonies customary at Marriages and Funerals: to which are subjoined, observations on the legal suicide of the Japanese, remarks on their poetry, an explanation of their mode of reckoning time, particulars respecting the Dosia powder, the preface of a work by Confoutzee on filial piety, &c. &c. by M. Titsingh formerly Chief Agent to the Dutch East India Company at Nangasaki. Translated from the French, by Frederic Shoberl with coloured plates, faithfully copied from Japanese original designs. London: Ackermann. Orientační český překlad názvu: Obrázky z Japonska, sestávající z osobních vzpomínek a příběhů z období právě vládnoucí dynastie šógunů, to jest vladařů japonských, dále též popisu slavností a obřadů, pořádaných v průběhu roku na jejich dvoře a obřadných zvyklostí při svatbách a pohřbech, k nimž jsou připojeny postřehy ohledně zákonné sebevraždy v Japonsku, poznámky ohledně jejich básnictví, vysvětlení jejich způsobu ohledně počítání času, částečně respektující dosijský prach spolu s předmluvou z Konfucia v úctě synovské v sepsání p. Titsingha, bývalého vrchního agenta Nizozemské Východoindické společnosti v Nagasaku. Přeloženo z francouzského Fredericem Shoberlem a obsahující barevné obrazy, věrně překreslené z japonských originálů. Tisknuto v Londýně u Ackermanna.

- Titsingh, Isaac. (1834). [Siyun-sai Rin-siyo/Hayashi Gahō, (1652)] Nipon o daï itsi ran [Nihon Ōdai Ichiran]; ou, Annales des empereurs du Japon, tr. par M. Isaac Titsingh avec l'aide de plusieurs interprètes attachés au comptoir hollandais de Nangasaki; ouvrage re., complété et cor. sur l'original japonais-chinois, accompagné de notes et précédé d'un Aperçu d'histoire mythologique du Japon, par M. J. Klaproth. Paris: Royal Asiatic Society, Oriental Translation Fund of Great Britain and Ireland.